# Communauté de communes de Freyming-Merlebach
Die Communauté de communes de Freyming-Merlebach ist ein französischer Gemeindeverband mit der Rechtsform einer Communauté de communes im Département Moselle in der Region Grand Est. Sie wurde am 3. Dezember 2001 gegründet und umfasst elf Gemeinden nahe der Staatsgrenze zum Saarland. Der Gemeindeverband hat seinen Verwaltungssitz im Ort Freyming-Merlebach (deutsch Freimengen-Merlebach).

## Historische Entwicklung
Am 29. April 1975 wurde der District de Freyming-Merlebach mit den sieben Mitgliedsgemeinden Barst, Betting, Cappel, Freyming-Merlebach, Guenviller, Hoste und Seingbouse gebildet. 1989 und 1990 kamen die Gemeinde Farébersviller bzw. die Gemeinden Béning-lès-Saint-Avold und Henriville hinzu. Die heutige Form als Communauté de communes erhielt der District bei seiner Umwandlung am 3. Dezember 2001. Als letzte Gemeinde schloss sich am 14. November 2003 die Gemeinde Hombourg-Haut dem Gemeindeverband an.

## Mitgliedsgemeinden
| Gemeinde                                     | Einwohner 1. Januar 2022 | Fläche km² | Dichte Einw./km² | Code INSEE | Postleitzahl |
| -------------------------------------------- | ------------------------ | ---------- | ---------------- | ---------- | ------------ |
| Barst                                        | 571                      | 5,79       | 99               | 57052      | 57450        |
| Béning-lès-Saint-Avold                       | 1.133                    | 3,69       | 307              | 57061      | 57800        |
| Betting                                      | 860                      | 4,45       | 193              | 57073      | 57800        |
| Cappel                                       | 679                      | 5,97       | 114              | 57122      | 57450        |
| Farébersviller                               | 5.226                    | 6,88       | 760              | 57207      | 57450        |
| Freyming-Merlebach                           | 13.069                   | 9,06       | 1.442            | 57240      | 57800        |
| Guenviller                                   | 681                      | 4,74       | 144              | 57271      | 57470        |
| Henriville                                   | 753                      | 3,95       | 191              | 57316      | 57450        |
| Hombourg-Haut                                | 6.122                    | 12,25      | 500              | 57332      | 57470        |
| Hoste                                        | 572                      | 9,47       | 60               | 57337      | 57510        |
| Seingbouse                                   | 1.695                    | 8,05       | 211              | 57644      | 57455        |
| Communauté de communes de Freyming-Merlebach | 31.361                   | 74,30      | 422              | –          | –            |